# Tranan (stjärnbild)
För andra betydelser, se Tranan.
Tranan (Grus  på latin) är en stjärnbild på den södra stjärnhimlen. Den är en av de 88 moderna stjärnbilderna som erkänns av den Internationella Astronomiska Unionen.
Stjärnbilderna Tranan, Påfågeln, Fenix och Tukanen kallas ibland De sydliga fåglarna.

## Historia
Stjärnbilden var inte med när stjärnbilderna listades av astronomen Klaudios Ptolemaios på 100-talet e.Kr. i hans samlingsverk Almagest. 
Stjärnbilden är en av de tolv stjärnbilder som namngavs av den nederländske astronomen Petrus Plancius efter kartograferna Pieter Dirkszoon Keyser och Frederick de Houtmans observationer. Den förekom första gången i en stjärnatlas som publicerades av Plancius och den flamländske kartografen Jodocus Hondius 1598. På bild förekom den första gången i Johann Bayers stjärnatlas Uranometria, som utkom 1603. 
Samtida med Bayer var Julius Schiller som publicerade Coelum Stellatum Christianum 1627. Verket hade målsättningen att göra en kristen stjärnhimmel och Tranan hade här fått namnet Storken.
Ett annat alternativt namn, Phoenicopterus (Flamingon) föreslogs av bibliotekarien vid Universitetet i Leiden, Paul Merula i verket Cosmographiae Generalis 1605. 
Bayers verk fick tolkningsföreträde, både genom att vara först och på grund av Uranometrias popularitet. Den franske astronomen Nicolas Louis de Lacaille gav stjärnbilden Bayer-beteckningar 1756.

## Stjärnor

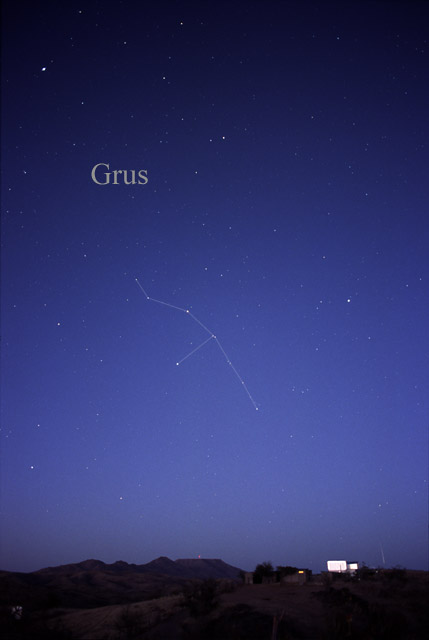
Stjärnbilden Tranan (Grus) som den kan ses med blotta ögat.

Tranan är en tämligen ljusstark stjärnbild med tre stjärnor av magnitud 3,0 och starkare.
- α - Alnair (Alfa Gruis) är ljusstarkast med magnitud 1,71. Stjärnan har spektralklass B6 V och befinner sig i huvudserien. Namnet är arabiska, från al-nayyir och betyder “den ljusa”.
- β - Beta Gruis (Gruid) är en röd jättestjärna av spektralklass M5 III och magnitud 2,15. Den är en halvregelbunden variabel med amplituden 0,4 magnituder och en period på drygt 37 dygn.
- γ - Gamma Gruis (Al Dhanab) är en jätte med spektralklass B8 III och magnitud 3,00.
- δ - Delta Gruis är en dubbelstjärna med det sammantagna ljusstyrkan 4,17. Vid god sikt är båda stjärnorna synliga för blotta ögat.
- τ1 - Tau1 Gruis (HD 216435) är en gul dvärg med magnitud 6,03. En exoplanet upptäcktes i omlopp runt stjärna 2002, med en massa på mer än 1,23 gånger Jupiters.

## Djuprymdsobjekt

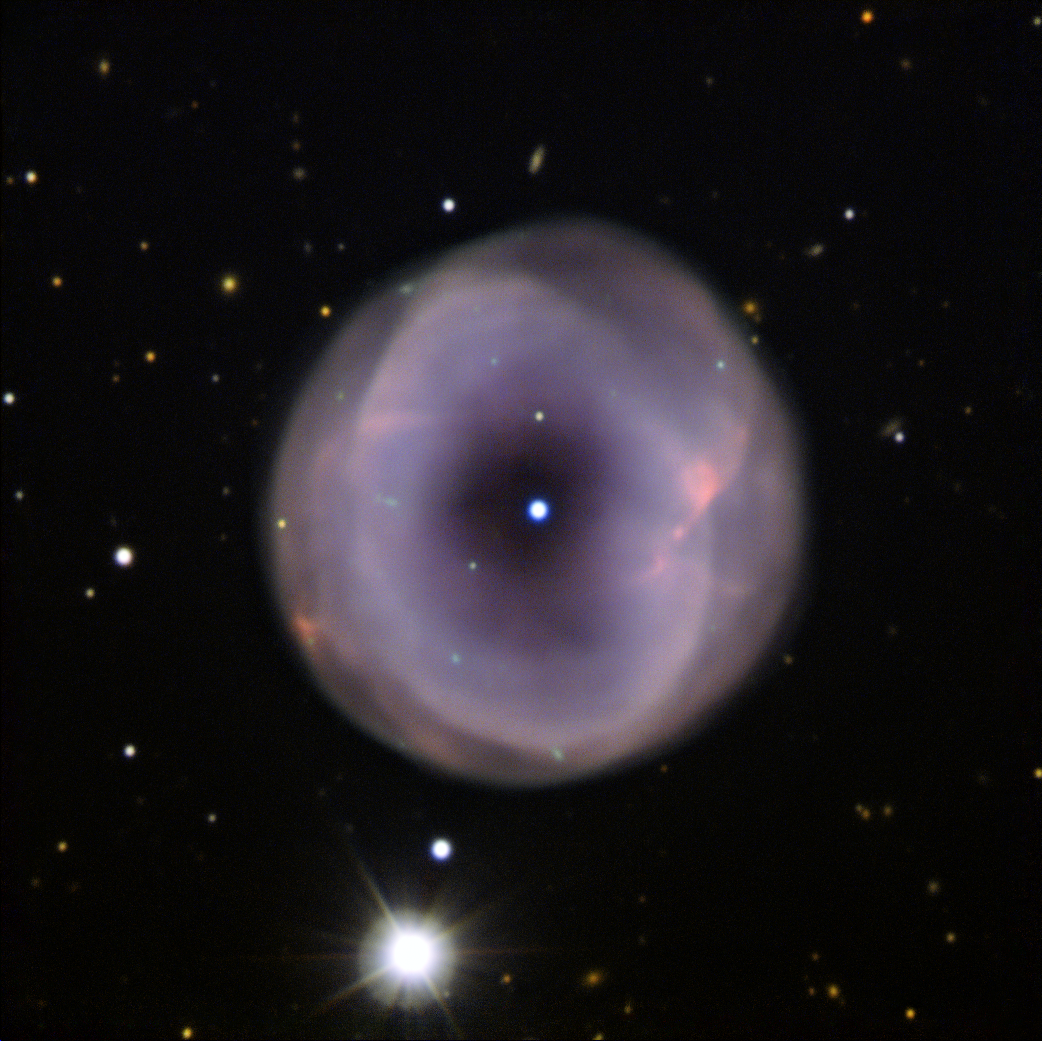
IC 5148 fotograferad av ESO (Europeiska sydobservatoriet).

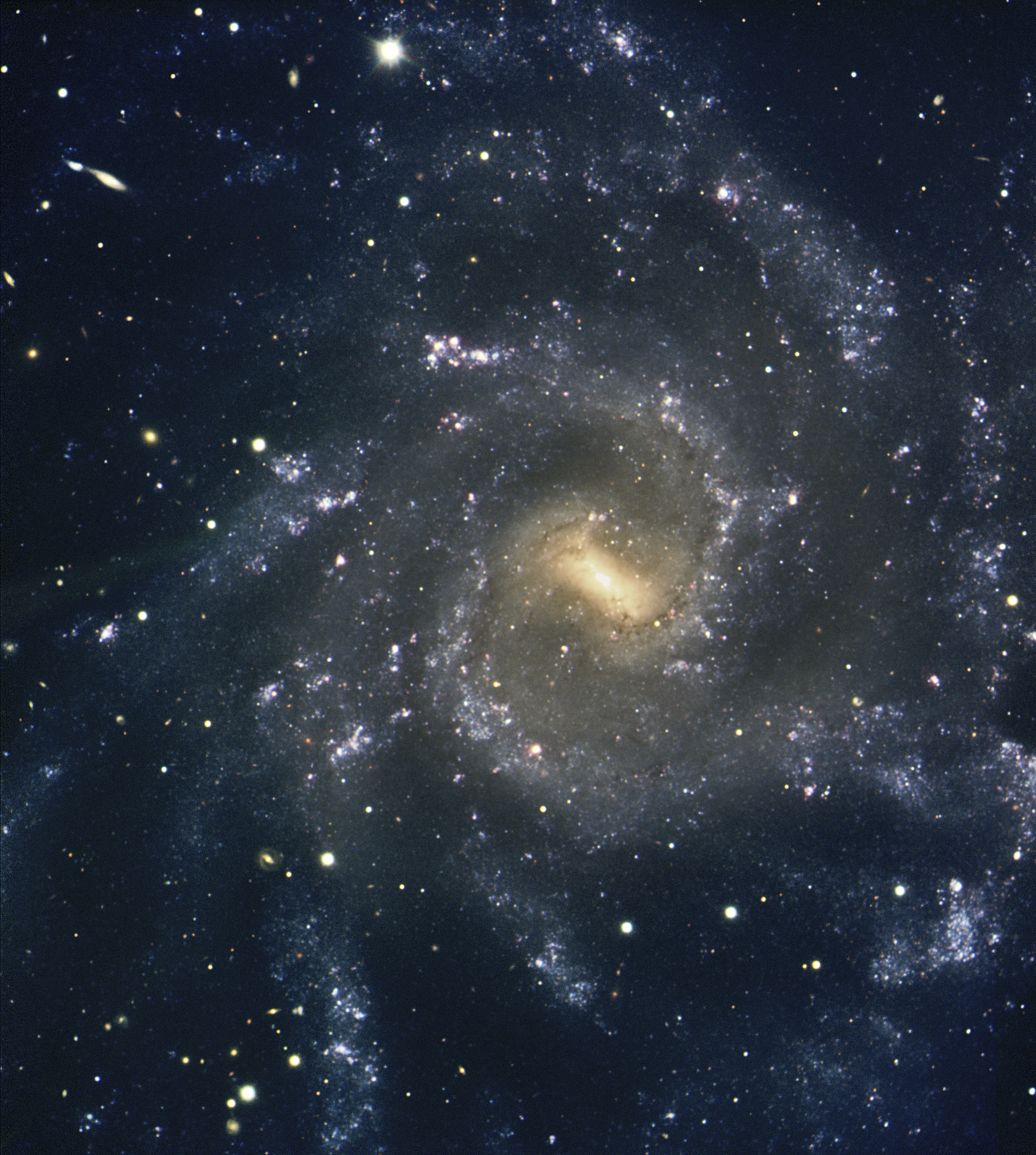
NGC 7424

Stjärnbilden har ett antal intressanta objekt, men innehåller inga Messierobjekt.

### Galaxer
- NGC 5264 och NGC 7140 är spiralgalaxer.
- NGC 7213 är en seyfertgalax och en av de ljusstarkaste galaxerna i stjärnbilden.
- NGC 7418 och NGC 7421 är stavgalaxer.
- NGC 7424 är en stavgalax av magnitud 11,0 och en diameter på ungefär 100000 ljusår. Hittills har två ultraluminösa röntgenkällor och en supernova ((SN 2001ig) observerats i galaxen.[9]
- IC 1459 är en elliptisk galax.

### Nebulosor
- IC 5148 är en planetarisk nebulosa i närheten av Lambda Gruis.